# ウィリアム・クライヴ
ウィリアム・クライヴ（William Clive、1745年8月29日 – 1825年6月15日）は、イギリスの政治家。プラッシーの戦いで知られる初代クライヴ男爵ロバート・クライヴの弟であり、兄の財力により庶民院入りを果たした。兄の死後にはその息子である2代男爵エドワード・クライヴの政界における後援者となった。40年以上議員を務めたにもかかわらず、演説の記録がまったくなかった。

## 生涯

### 生い立ち
リチャード・クライヴと妻レベッカ（ナサニエル・ガスケルの娘）の息子として、1745年8月29日に生まれた。20歳年上の兄にロバート・クライヴがいる。
1760年から1761年までイートン・カレッジで教育を受けた。1764年にコルネット（騎兵少尉）として第1ロイヤル竜騎兵連隊に入隊、1771年に中尉に昇進した後、1776年に軍務から引退した。

### 1度目の議員期
1767年秋、次の総選挙でレンスター選挙区から出馬することが予定されたが、のちにレンスターからの出馬が取り止められた。その理由として『英国議会史』は兄ロバートがビショップス・キャッスル選挙区を完全に支配するに至ったためと推測し、実際にウィリアムは1768年イギリス総選挙でビショップス・キャッスルから出馬して、無投票で庶民院議員に当選した。議会では兄と同じく、1769年2月のミドルセックス選挙事件（ジョン・ウィルクスの当選をめぐる政争）に関する採決で野党に同調したが、兄がアレグザンダー・ウェッダーバーンに議席を与えることにしたため、1770年1月に議員を退任した。

### 2度目の議員期

#### 選挙区の動向
兄の死後、その息子である第2代クライヴ男爵エドワード・クライヴは1779年3月に再びウィリアムをビショップス・キャッスルで当選させた。以降1780年、1784年、1790年、1796年の総選挙において無投票で再選した。
1802年イギリス総選挙ではビショップス・キャッスルの不満派がクライヴ男爵の不在という隙をついて対立候補を出し、選挙戦になったため、ウィリアムは兄の娘と結婚したジョン・ロビンソン（John Robinson）を立候補させた。不満派にはウィリアム自身の議席を脅かすほどの勢力がなく、ウィリアムが85票でトップ当選したほか、ロビンソンもクライヴ家の2議席目を守った。1804年にはクライヴ男爵がインドから帰国して事態を沈静化させ、以降は不満派がくすぶりつつも、1806年、1807年、1812年の総選挙では対立候補がおらず、ウィリアムとロビンソンが無投票で再選した。1818年イギリス総選挙では現地の不満派の代わりに急進派の第5代準男爵サー・フランシス・バーデットの支持する候補が立候補したが、ウィリアムとロビンソンはこれにも競り勝ち、106票と99票でそれぞれ再選した。

#### 議会活動
2度目の議員期ではエドワードと同じくノース内閣を支持、シェルバーン伯爵内閣期に締結されたアメリカ独立戦争予備講和条約に反対、1783年のフォックス＝ノース連立内閣を支持してチャールズ・ジェームズ・フォックスのイギリス東インド会社規制法案に賛成した。第1次小ピット内閣期ははじめポートランド公爵派ホイッグ党の一員として行動し、スコットランドにおける審査法廃止に賛成するなど内閣と敵対した。一方で奴隷貿易に関しては東インド会社の株主だったこともあり反対したとされる。
1804年にポートランド公爵派が与党に転じると、ウィリアムも内閣を支持するようになり、以降の歴代内閣に支持を与えた（例として1810年5月に閑職改革に反対、1813年と1817年にカトリック解放に反対した）。

### 退任と死
1819年にロビンソンが死去すると、補欠選挙でクライヴの推す候補が敗北、1820年イギリス総選挙も選挙戦となる見通しになったことで、ウィリアムは立候補しないことを選択した。こうして、40年以上にわたる議員歴が幕を閉じたが、演説の記録は一度としてなかった。
1825年6月15日に死去した。

## 家族
1790年8月25日、エリザベス・クライヴ・ロットン（Elizabeth Clive Rotton、ジョン・ロットンの娘）と結婚、7男1女をもうけた。
- リチャード - 生涯未婚[1]
- ウィリアム（1795年3月14日 – 1883年5月24日） - 聖職者。1829年10月28日、マリアン・トレット（Marianne Tollet、1841年2月16日没、ジョージ・トレットの娘）と結婚、1女をもうけた[1]
- ロバート・ハーバート（1796年6月 – 1867年8月11日[1]）
- エドワード（1799年 – 1877年12月23日[1]）
- ヘンリー・ベイリー（英語版）（1800年 – 1870年2月26日） - 庶民院議員[1]
- ジョージ（1881年11月8日没） - 聖職者[1]
- ベンジャミン - 早世[1]
- シャーロット（1881年12月没） - 生涯未婚[1]